# Brie-sous-Barbezieux
Pour les articles homonymes, voir Brie.
Cet article concerne Brie près de Barbezieux. Pour les autres communes du même nom dans le département, voir Brie (Charente) et Brie-sous-Chalais.
Brie-sous-Barbezieux est une commune du Sud-Ouest de la France située dans le département de la Charente, en région Nouvelle-Aquitaine.

## Géographie

### Localisation et accès
Brie-sous-Barbezieux est une petite commune du Sud Charente située à 10 km au sud-est de Barbezieux.
Située à l'extrémité orientale du canton de Barbezieux, elle est située sur la D 24, route de Barbezieux à Montmoreau, et elle est à 13 km de cette dernière localité.
Elle est aussi à 29 km d'Angoulême, 37 km de Cognac sa sous-préfecture, 8 km de Blanzac, 11 km de Brossac.
Le bourg est situé à 300 m au nord de la D 24, où est située la mairie. Les autres routes départementales sont la D 58, qui dessert le bourg et qui vient de Baignes, Condéon, Challignac, et la D 130 et D 46 qui bordent la commune et le canton à l'est.
La gare la plus proche est celle de Montmoreau, desservie par des TER à destination d'Angoulême et de Bordeaux.

### Hameaux et lieux-dits
L'habitat est très dispersé dans la commune et il n'y a pas de véritable hameau. Le bourg avec l'église est situé chez Mandet. La mairie, plus au sud, est située au carrefour des Fleuriottes. Les fermes sont nombreuses.

### Communes limitrophes
|            | Saint-Aulais-la-Chapelle |        |
| Challignac | Brie-sous-Barbezieux     | Bessac |
| Berneuil   | Poullignac               |        |

### Géologie et relief

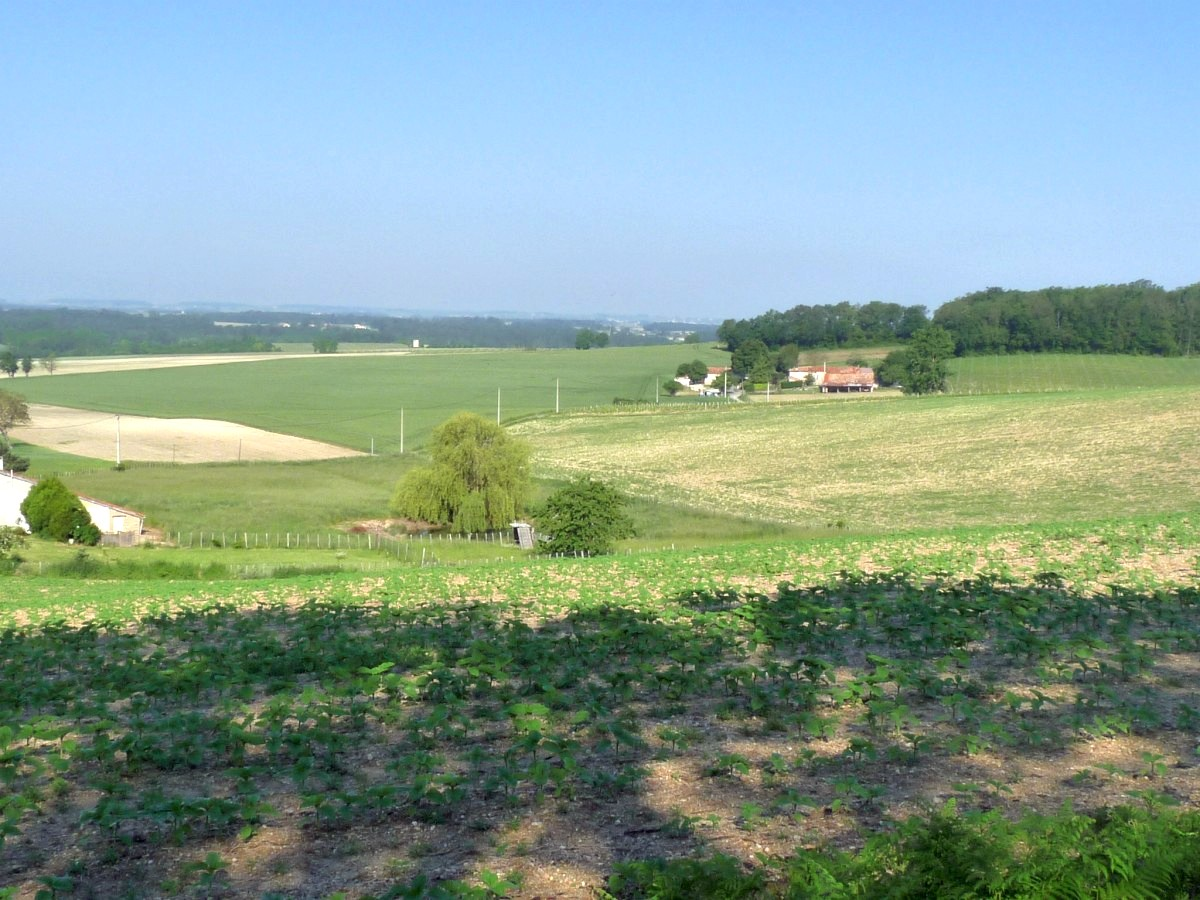
Vue vers l'ouest et la plaine barbezilienne depuis la D 46 (les Lilas), en limite orientale de la commune.

La commune est occupée par le Campanien (Crétacé supérieur), calcaire crayeux et marneux, qui occupe une grande partie du Sud Charente. Le sommet occupant le quart sud-est de la commune ainsi que la crête à l'est sont occupés par des dépôts du Tertiaire, consistant en sable kaolinique, argile blanche ou brune et galets. Ces terrains, plus pauvres, sont boisés,,.
Le relief de la commune est celui d'un versant de vallée incliné vers l'ouest et limité à l'est par une crête de direction nord-sud. Le point culminant de la commune est à une altitude de 162 m, situé au sud-est. Le point le plus bas est à 67 m, situé le long de la Maury en bordure nord-ouest chez Navouet. Le bourg, construit sur un éperon, est à 120 m d'altitude.

### Hydrographie

#### Réseau hydrographique

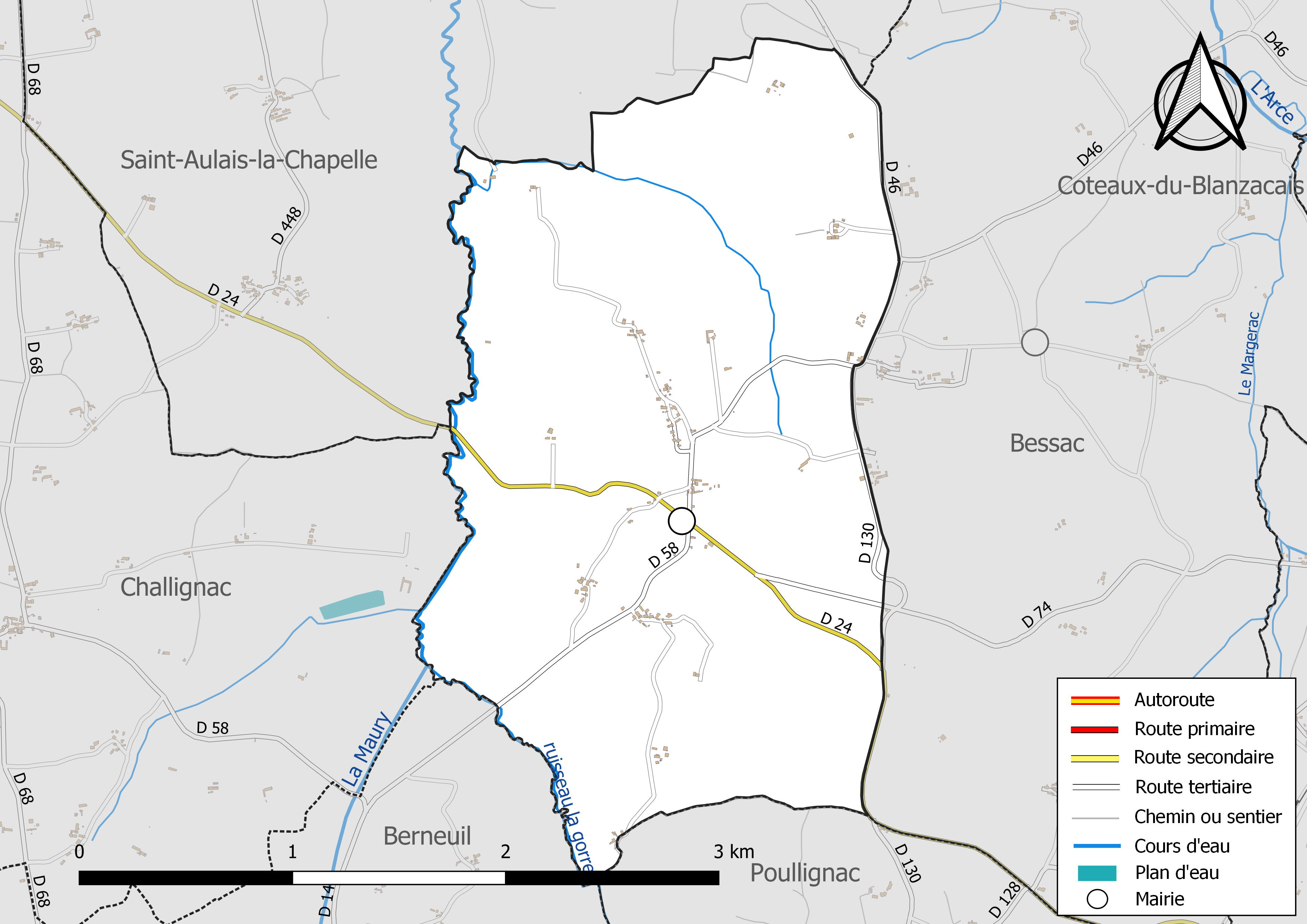
Réseaux hydrographique et routier de Brie-sous-Barbezieux.

La commune est située dans le bassin versant de la Charente au sein  du Bassin Adour-Garonne. Elle est drainée par la Maury et le ruisseau la gorre et par deux petits cours d'eau, qui constituent un réseau hydrographique de 6 km de longueur totale,.
La Maury arrose l'ouest de la commune. D'une longueur totale de 24,1 km, prend sa source dans la commune de Châtignac et se jette  dans le Né à Ladiville, après avoir traversé 12 communes. La Gorre, ruisseau affluent descendant de Poullignac, limite la commune au sud. D'autres petits affluents naissent dans la commune.

#### Gestion des cours d'eau
Le territoire communal est couvert par le schéma d'aménagement et de gestion des eaux (SAGE) « Charente ». Ce document de planification, dont le territoire correspond au bassin de la Charente, d'une superficie de 9 300 km2, a été approuvé le 19 novembre 2019. La structure porteuse de l'élaboration et de la mise en œuvre est l'établissement public territorial de bassin Charente. Il définit sur son territoire les objectifs généraux d’utilisation, de mise en valeur et de protection quantitative et qualitative des ressources en eau superficielle et souterraine, en respect des objectifs de qualité définis dans le troisième SDAGE  du Bassin Adour-Garonne qui couvre la période 2022-2027, approuvé le 10 mars 2022.

### Climat
Comme dans les trois quarts sud et ouest du département, le climat est océanique aquitain.

## Urbanisme

### Typologie
Au 1er janvier 2024, Brie-sous-Barbezieux est catégorisée commune rurale à habitat très dispersé, selon la nouvelle grille communale de densité à 7 niveaux définie par l'Insee en 2022.
Elle est située hors unité urbaine. Par ailleurs la commune fait partie de l'aire d'attraction de Barbezieux-Saint-Hilaire, dont elle est une commune de la couronne,. Cette aire, qui regroupe 25 communes, est catégorisée dans les aires de moins de 50 000 habitants,.

### Occupation des sols
L'occupation des sols de la commune, telle qu'elle ressort de la base de données européenne d’occupation biophysique des sols Corine Land Cover (CLC), est marquée par l'importance des territoires agricoles (81,5 % en 2018), une proportion identique à celle de 1990 (81,5 %). La répartition détaillée en 2018 est la suivante : 
terres arables (53,5 %), zones agricoles hétérogènes (22,9 %), forêts (18,5 %), cultures permanentes (3,7 %), prairies (1,5 %). L'évolution de l’occupation des sols de la commune et de ses infrastructures peut être observée sur les différentes représentations cartographiques du territoire : la carte de Cassini (XVIIIe siècle), la carte d'état-major (1820-1866) et les cartes ou photos aériennes de l'IGN pour la période actuelle (1950 à aujourd'hui).

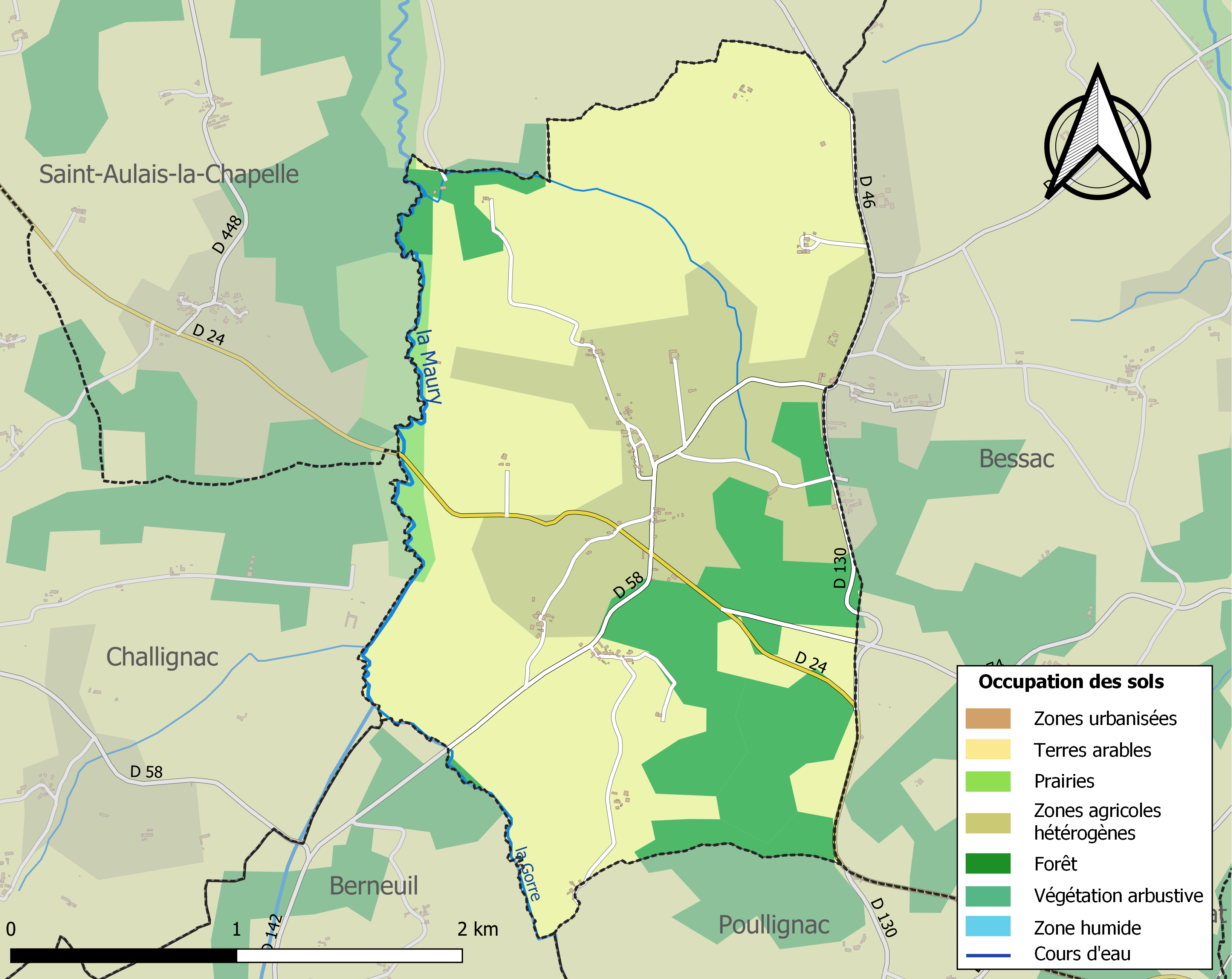
Carte des infrastructures et de l'occupation des sols de la commune en 2018 (CLC).

### Risques majeurs
Le territoire de la commune de Brie-sous-Barbezieux est vulnérable à différents aléas naturels : météorologiques (tempête, orage, neige, grand froid, canicule ou sécheresse) et séisme (sismicité faible). Un site publié par le BRGM permet d'évaluer simplement et rapidement les risques d'un bien localisé soit par son adresse soit par le numéro de sa parcelle.

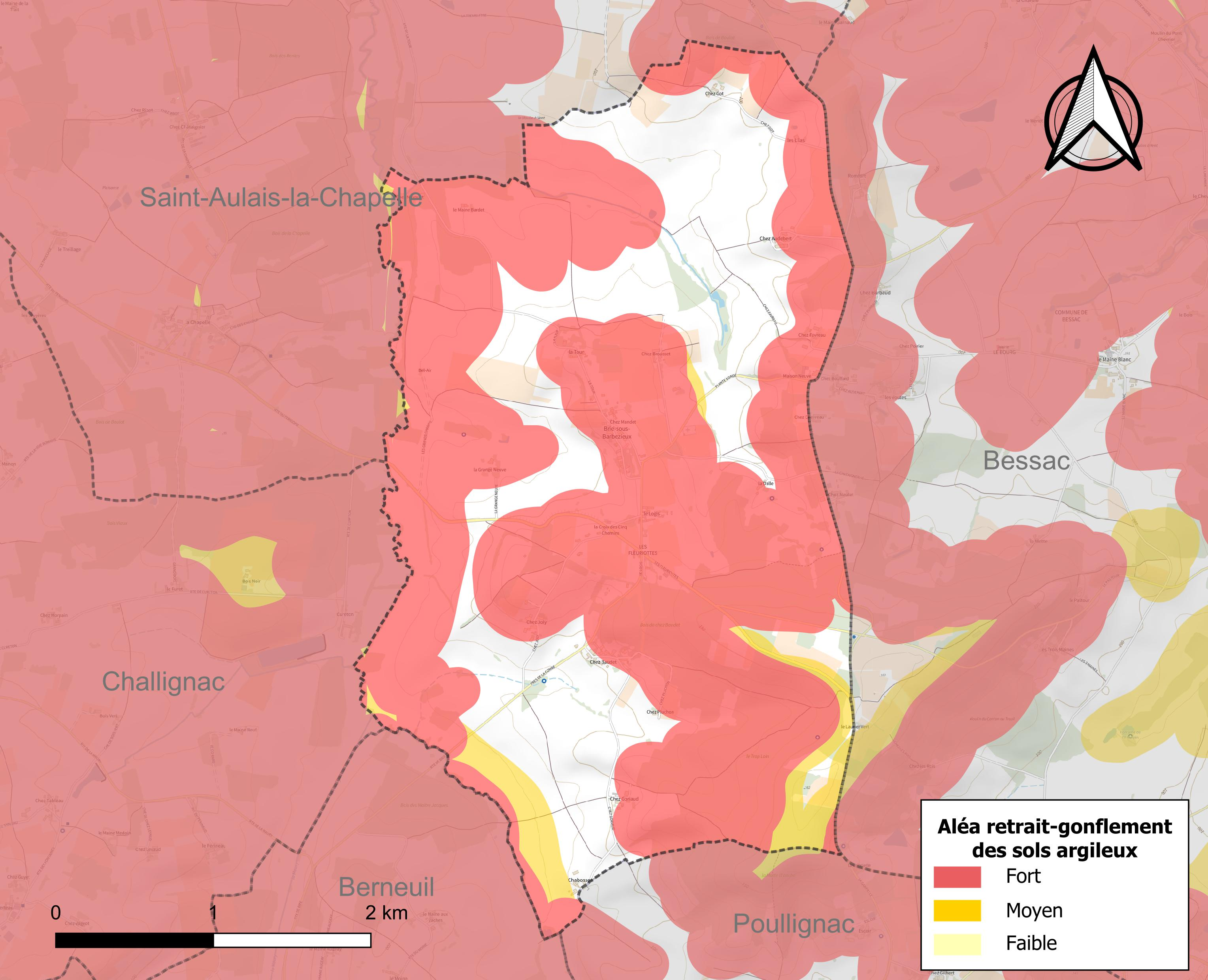
Carte des zones d'aléa retrait-gonflement des sols argileux de Brie-sous-Barbezieux.

Le retrait-gonflement des sols argileux est susceptible d'engendrer des dommages importants aux bâtiments en cas d’alternance de périodes de sécheresse et de pluie. 70,3 % de la superficie communale est en aléa moyen ou fort (67,4 % au niveau départemental et 48,5 % au niveau national). Sur les 66 bâtiments dénombrés sur la commune en 2019,  54 sont en aléa moyen ou fort, soit 82 %, à comparer aux 81 % au niveau départemental et 54 % au niveau national. Une cartographie de l'exposition du territoire national au retrait gonflement des sols argileux est disponible sur le site du BRGM,.
Par ailleurs, afin de mieux appréhender le risque d’affaissement de terrain, l'inventaire national des cavités souterraines permet de localiser celles situées sur la commune.
La commune a été reconnue en état de catastrophe naturelle au titre des dommages causés par les inondations et coulées de boue survenues en 1982, 1999 et 2009. Concernant les mouvements de terrains, la commune a été reconnue en état de catastrophe naturelle au titre des dommages causés par la sécheresse en 2003 et par des mouvements de terrain en 1999.

## Toponymie
Les formes anciennes sont Bria en 1271, Bris (non daté), Bria prope Berbezillum (non daté).
D'après Dauzat, l'origine du nom de Brie, comme ceux des autres communes du même nom dans la région, remonterait au gaulois briga signifiant « hauteur » voire « forteresse » selon Talbert. Le bourg de Brie est en effet sur une hauteur.
Brie s'est appelée Brie-sous-Barbezieux pour la distinguer des autres communes du même nom en Charente : Brie (Brie-la-Rochefoucauld) et Brie-sous-Chalais.

## Histoire
Le logis noble de Brie était le siège d'une seigneurie qui appartenait à la famille de La Touche au XVIIe siècle. En 1755, à la suite du mariage de Marie-Anne de La Touche avec Pierre de Toyon, écuyer, seigneur de Trotard, fit passer la seigneurie de Brie dans cette dernière famille qui la conserva jusqu'à la Révolution,.

## Administration
| Période                                  | Période  | Identité          | Étiquette | Qualité     |
| ---------------------------------------- | -------- | ----------------- | --------- | ----------- |
| avant juin 1995                          | 1999     | Yves Mandin       |           |             |
| 1999                                     | en cours | Jean-Pierre Élion | DVG       | Agriculteur |
| Les données manquantes sont à compléter. |          |                   |           |             |

## Démographie

### Évolution démographique
L'évolution du nombre d'habitants est connue à travers les recensements de la population effectués dans la commune depuis 1793. Pour les communes de moins de 10 000 habitants, une enquête de recensement portant sur toute la population est réalisée tous les cinq ans, les populations de référence des années intermédiaires étant quant à elles estimées par interpolation ou extrapolation. Pour la commune, le premier recensement exhaustif entrant dans le cadre du nouveau dispositif a été réalisé en 2006.

En 2022, la commune comptait 111 habitants, en évolution de −12,6 % par rapport à 2016 (Charente : −0,48 %, France hors Mayotte : +2,11 %).
| 1793 | 1800 | 1806 | 1821 | 1831 | 1841 | 1846 | 1851 | 1856 |
| ---- | ---- | ---- | ---- | ---- | ---- | ---- | ---- | ---- |
| 312  | 265  | 306  | 310  | 362  | 312  | 324  | 304  | 302  |

| 1861 | 1866 | 1872 | 1876 | 1881 | 1886 | 1891 | 1896 | 1901 |
| ---- | ---- | ---- | ---- | ---- | ---- | ---- | ---- | ---- |
| 285  | 255  | 247  | 243  | 246  | 230  | 219  | 203  | 195  |

| 1906 | 1911 | 1921 | 1926 | 1931 | 1936 | 1946 | 1954 | 1962 |
| ---- | ---- | ---- | ---- | ---- | ---- | ---- | ---- | ---- |
| 198  | 192  | 195  | 186  | 170  | 172  | 164  | 159  | 150  |

| 1968 | 1975 | 1982 | 1990 | 1999 | 2006 | 2011 | 2016 | 2021 |
| ---- | ---- | ---- | ---- | ---- | ---- | ---- | ---- | ---- |
| 156  | 143  | 146  | 145  | 124  | 114  | 117  | 127  | 120  |

| 2022 | - | - | - | - | - | - | - | - |
| ---- | - | - | - | - | - | - | - | - |
| 111  | - | - | - | - | - | - | - | - |

### Pyramide des âges
En 2018, le taux de personnes d'un âge inférieur à 30 ans s'élève à 30,7 %, soit au-dessus de la moyenne départementale (30,2 %). À l'inverse, le taux de personnes d'âge supérieur à 60 ans est de 32,3 % la même année, alors qu'il est de 32,3 % au niveau départemental.
En 2018, la commune comptait 61 hommes pour 71 femmes, soit un taux de 53,79 % de femmes, largement supérieur au taux départemental (51,59 %).
Les pyramides des âges de la commune et du département s'établissent comme suit.
| Hommes | Classe d’âge | Femmes |
| ------ | ------------ | ------ |
| 0,0    | 90 ou +      | 0,0    |
| 3,4    | 75-89 ans    | 13,2   |
| 27,1   | 60-74 ans    | 20,6   |
| 18,6   | 45-59 ans    | 20,6   |
| 22,0   | 30-44 ans    | 13,2   |
| 11,9   | 15-29 ans    | 11,8   |
| 16,9   | 0-14 ans     | 20,6   |

| Hommes | Classe d’âge | Femmes |
| ------ | ------------ | ------ |
| 1      | 90 ou +      | 2,7    |
| 9,2    | 75-89 ans    | 12     |
| 20,6   | 60-74 ans    | 21,3   |
| 20,7   | 45-59 ans    | 20,3   |
| 16,8   | 30-44 ans    | 16     |
| 15,6   | 15-29 ans    | 13,4   |
| 16,1   | 0-14 ans     | 14,3   |

## Économie

### Agriculture
La viticulture occupe une partie de l'activité agricole. La commune est située dans les Fins Bois, dans la zone d'appellation d'origine contrôlée du cognac.

## Lieux et monuments

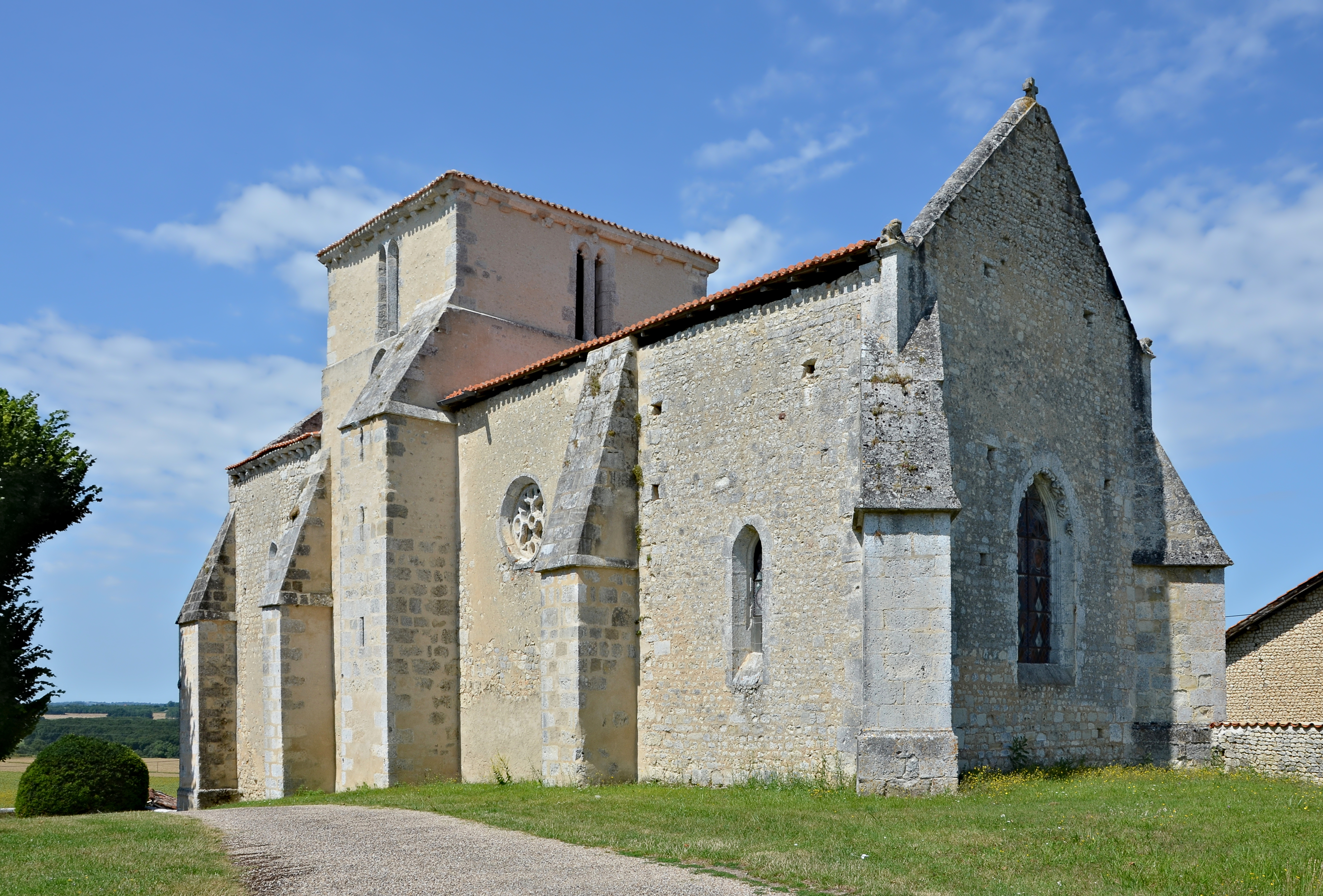
L'église paroissiale.

L'église paroissiale Saint-Philippe-et-Saint-Jacques date de la fin du XIIe siècle. Sa fondation est attribuée à l'abbaye de Baignes, et elle était dédiée à saint Alban ; l'édifice était construit sur une source. Cette église a été très remaniée par la suite,.